# Luise av Sachsen-Gotha-Altenburg (1800–1831)
Luise av Sachsen-Gotha-Altenburg, född 21 december 1800 i Gotha, Sachsen-Gotha-Altenburg, död 30 augusti 1831 i Paris, var mor till den brittiska drottning Victorias make prins Albert. Nuvarande medlemmar av de brittiska, norska och svenska kungahusen stammar från henne.